# Tri metre nad nebom (film)
Tri metre nad nebesi  (izvirno italijansko Tre metri sopra il cielo) je italijanski romantični film režiserja Luca Lucinija iz leta 2004.
Film so posneli po romanu Tre metri sopra il cielo italijanskega pisatelja Federica Moccie in prikazuje čarobno ljubezensko zgodbo, kakršna se lahko razvije le v mladostnih letih. 

## Zgodba
Osemnajstletno bogato dekle Babi spozna devetnajstletnega fanta Stepa. Zelo sta si različna, eden drugega ne prenašata, spoznata pa se na žuru, kjer Step zaide v težave. Krivda naj bi bila seveda njena! Ker ima Step težave s sodiščem, ji pove, da ga ne bo na dan sodbe izdala, ker bo vanj zaljubljena. Znova in znova se srečujeta, dokler se ne zaljubita eden v drugega, kakor da bi z roko dosegla tri metre nad nebesi. Konec je precej žalosten, saj Step ne more ven iz njegove kože ali družbe, poleg tega ima Babi dokaj stroge starše, ki nočejo, da se druži s Stepom. Babi se odloči, da sta si preveč različna, zato zapusti Stepa ...

## Vloge
- Riccardo Scamarcio - "Step" Stefano Mancini
- Katy Louise Saunders - Babi
- Maria Chiara Augenti - Pallina,  Babijina najboljša prijateljica
- Mauro Meconi - Pollo,  najboljši  prijatelj
- Giulia Gorietti - Daniela, Babijina sestra
- Claudio Bigagli - Claudio, Babijin oče
- Rossella Gardini - Marina Accado, Babijina mati